# Proeresio
Proeresio (in greco: Προαιρέσιος, Proairesios; Kayseri, 276 circa – 368 circa) fu un retore e insegnante di filosofia cristiano di origine armena.

## Biografia
Fu allievo di Giuliano di Cappadocia.
Preside della scuola filosofico-retorica di Neoplatonismo ad Atene, fu autore di numerose opere retoriche e filosofiche. I suoi manoscritti però non ci sono pervenuti. Tra i suoi discepoli figurano alcuni Padri della Chiesa: Basilio di Cesarea e Gregorio di Nazianzo (entrambi originari della Cappadocia, come lo stesso Proeresio) e un grande filosofo sofista, Libanio.
Professava la religione cristiana. Quando l'imperatore Giuliano proibì ai cristiani di insegnare filosofia, chiuse la sua scuola. Proeresio continuò a dare lezioni privatamente. In questo periodo ebbe tra i suoi allievi Eunapio che lo cita nell'opera Vite dei retori.
Dopo la morte di Giuliano, avvenuta nel 363, Proeresio riprese la cattedra accademica senza attendere l'abrogazione dell'editto dell'imperatore.
Divenne così famoso per la sua oratoria che a Roma gli fu eretto un monumento mentre era ancora in vita, con l'iscrizione: “Roma regina dell'universo [dedica al] re dell'eloquenza” (Rerum regina Roma - regi eloquentiae).